# Skałągi
Skałągi (niem. Skalung) – wieś w Polsce położona w województwie opolskim, w powiecie kluczborskim, w gminie Wołczyn.
W latach 1945–1954 i 1973–1975 miejscowość była siedzibą gminy Skałągi.
W Skałągach odbywają się plenery malarskie, Święto Mleka, Święto Pieczonego Ziemniaka i dożynki wiejskie.

## Administracja
Do Skałąg należał administracyjnie przysiółek Skałąska Kolonia (niem. Albrechtstahl). Obecnie jest to ulica Leśna.

## Nazwa
Nazwa pochodzi od polskiego określenia oznaczającego „skałę”, które wzięło się od określenia wychodni skalnej, utworzonej z moreny czołowej, tworzącej krajobraz miejscowości. Heinrich Adamy w swoim wykazie nazw miejscowych na Śląsku, wydanym w 1888 roku we Wrocławiu, wymienia najstarszą nazwę miejscowości w polskiej formie Skały, tłumacząc jej znaczenie jako Felsgestein (pol. skały). Nazwa została później fonetycznie zgermanizowana przez Niemców na Skalung, w wyniku czego utraciła swoje pierwotne znaczenie. Polska administracja spolonizowała tę zgermanizowaną nazwę na obecną Skałągi, w wyniku czego luźno wiąże się ona z pierwszym znaczeniem.
W księdze łacińskiej Liber fundationis episcopatus Vratislaviensis (pol. Księga uposażeń biskupstwa wrocławskiego) spisanej za czasów biskupa Henryka z Wierzbna w latach 1295–1305 miejscowość wymieniona jest w zlatynizownej formie Scalande'.
9 grudnia 1947 r. ustalono urzędową polską nazwę związanego z Skałągami przysiółka – Skałęska Kolonia, określając drugi przypadek jako Skałęskiej Kolonii, a przymiotnik – skałęski.

## Warunki naturalne
Na obszarze sołectwa znajduje się najwyższe wzniesienie terenu w gminie Wołczyn, które wynosi 209,3 m n.p.m..

## Historia
Pierwsze udokumentowane wzmianki o wsi pochodzą z połowy XIII wieku. Odkryto też wcześniejsze punkty osadnicze, więc osada może być dużo starsza. 
Na początku 2015 r. w Skałągach rozpoczęła działanie ogólnodostępna stacja pogodowa. Odczyty stacji są dostępne publicznie.

## Zabytki
Do wojewódzkiego rejestru zabytków wpisane są:
- kościół ewangelicki, obecnie rzym.-kat. parafialny pw. św. Michała Archanioła z l. 1791–1792 – XVIII w.

Pierwsze wzmianki o kościele pochodzą z 1376 r. W 1564 r. został przejęty przez protestantów, od 1945 r. jest katolicki. Obecny murowany, otynkowany kościół wybudowano w latach 1791–1792 na miejscu poprzedniego drewnianego, zbudowanego w 1691 r. i zburzonego w 1791 r. W 1880 r. od zachodu dobudowano kwadratową wieżę, w górnych kondygnacjach ośmioboczną. W 1927 r. kościół został odnowiony i częściowo powiększony. Następnie odnowiony za czasu ks. Sławomira Siewkowskiego. Kościół jest orientowany. Nie ma wyraźnych cech stylowych. Został wzniesiony na rzucie prostokąta. Na wschodniej, zaokrąglonej ścianie znajduje się półkolista apsyda. Zakrystia jest wydzielona od wschodu ścianą ołtarzową. Dach jest dwuspadowy z zaokrągloną połacią od wschodu, kryty dachówką. Ołtarz główny jest nowszy niż kościół, z fragmentami barokowymi i rzeźbami dwóch aniołków z XVIII w. Chór jest drewniany, wybrzuszony w części środkowej. Połączone z nim empory sięgają do połowy ścian nawy, wsparte są na dwóch kolumnach toskańskich i pięciu słupach. Na parapecie o skromnej dekoracji rokokowej widnieje data odnowienia – 1948 r. Pod dzwonnicą w kościele znajduje się grobowiec robotników, którzy wybudowali go, natomiast obok kościoła spoczywają szczątki rodziny Prittwitz.
- park krajobrazowy

Założony w stylu angielskim w XIX w. Plan ogrodu jest nieregularny, asymetryczny, z elementami naturalnymi. Drzewostan liczy nie więcej niż 150–200 lat. Są to najczęściej gatunki rodzime (dąb, wiąz, lipa, buk, grab, świerk), ale występują także gatunki egzotyczne (sosna wejmutka, choina kanadyjska, lipa krymska, modrzew europejski). Dwa z modrzewi są pomnikami przyrody.
inne zabytki:
- pozostałości zabudowań folwarcznych dawnego zespołu pałacowego
- kolonia drewnianych domów.

## Sport
W 1977 roku powstał piłkarski Ludowy Zespół Sportowy Skałągi. W latach 80. zespół ten grał w Klasie A, obecnie występuje w Klasie B. 